# Palotai Gyula
Palotai Gyula, Szkalos Gyula (Budapest, 1911. július 3. – Budapest, 1976. június 25.) szobrász. 

## Élete
1931-től 1935-ig a Budapesti Iparművészeti Iskola díszítőszobrász szakán kezdte tanulmányait Mátrai Lajos növendékeként, majd 1940–től 1947-ig a Képzőművészeti Főiskolán folytatta, ahol Sidló Ferenc és Kisfaludi Strobl Zsigmond voltak a mesterei. Franciaországban, Belgiumban, Svájcban, Hollandiában, Norvégiában és Egyiptomban járt tanulmányutakon, összesen nyolc évig tartózkodott külföldön. Zenészként is működött, több hangszeren is játszott, főiskolai tanulmányainak költségét éjszakai fellépéseiből finanszírozta. 1935-től állította ki akadémikus szemléletű műveit, 1949-ben Budapesten volt gyűjteményes kiállítása. Művei közül több megtalálható a Magyar Nemzeti Galériában és a Magyar Munkásmozgalmi Múzeumban. 
Művei főként épületplasztikák, portrészobrok, köztéri szobrok és domborművek. 

## Köztéri művei
- Stromfeld Aurél (1951, Salgótarján)
- Úszónő (bronz, 1955, Margitsziget)
- Csemetemetsző, Olvasó (mészkő dombormű, 1955 körül, Budapest, XIV. kerület, Kerepesi úti lakótelep)
- Kodály Zoltán, Bartók Béla (1955, Budapest)
- Kaán Károly (1958, Püspökladány)
- Berze Nagy János-emléktábla (márvány, 1958, Pécs, Pollack Mihály Építőipari Szakközépiskola)
- Cházár András (1961, Budapest)
- Mihail Vasziljevics Lomonoszov (pirogránit, 1963, Budapest, MTA)
- Álló nő (mészkő, 1963, Jászberény)
- Fésülködő (kő, 1964, Agárd)
- Walek Károly (bronz mellszobor, 1964, Sopron)
- Várakozás (várandós nőt ábrázoló szobor, 1965, Enying, Járási Szülőotthon)
- Zene (kő, 1967, Budapest, Budavári Palota)
- Vak Bottyán-emléktábla (kő, 1967, Pátka)
- Famunkás (kő, 1968, Mohács)